# Tensioactivo no iónico
Se llama tensioactivos no iónicos a los tensioactivos que no contienen grupos funcionales disociables (ionizables) y, por lo tanto, no se disocian en el agua en iones. Como tensioactivo, cualquier tensioactivo no iónico se compone de una parte no-polar y una parte polar. Como una parte no polar es principalmente una cadena alifática (de entre C12-C18), aunque hay tensioactivos no iónicos no alifáticos. Los grupos polares suelen ser un grupo alcohol o éter. Estos grupos pueden ser compuestos etoxilados como el polietilenglicol o polisacáridos modificados.

## Tensioactivos no iónicos típicos
| Clase                                                       | Fórmula empírica               | Ejemplo                                                                                      |
| ----------------------------------------------------------- | ------------------------------ | -------------------------------------------------------------------------------------------- |
| Polialquilenglicoleter (Alcoholes grasos etoxilados (FAEO)) | CH3–(CH2)10–16–(O-C2H4)1–25–OH |                                                                                              |
| Alcoholes grasos propoxilados (FAPO)                        | CH3–(CH2)10–16–(O-C3H6)1–25–OH |                                                                                              |
| Polisorbatos                                                |                                | Polisorbato 20 (Tween 20) Polisorbato 80 (Tween 80)                                          |
| Ésteres de sorbitano                                        |                                | Triestearato de sorbitano (Span 65) Monoestearato de sorbitano (Span 60)                     |
| Alquil poliglucósidos (APG)                                 |                                | Carboximetil celulosa ''n''-Octil β-glucopiranósido ''n''-Octil β-D-tioglucopiranósido (OTG) |
| Octilfenoletoxilados                                        | C8H17–(C6H4)–(O-C2H4)1–25–OH   | Octoxinol-9 (Triton X-100)                                                                   |
| Nonilfenoletoxilados (Nonoxinoles)                          | C9H19–(C6H4)–(O-C2H4)1–25–OH   | Nonoxinol-9                                                                                  |
| Aceites de semillas etoxilados                              |                                | Aceite de ricino etoxilado                                                                   |
| Ésteres de aceites de semillas                              |                                | Aceites de semillas metilados (MSO)                                                          |

Se usan mucho los alcoholes grasos etoxilados o propoxilados (o tanto etoxilados como propoxilados en la misma molécula) como dispersantes, entre otros usos. Un ejemplo de un alcohol graso polietoxilado (FAEO) sería el del siguiente ejemplo:
Se trata del alcohol láurico (alcohol graso derivado del ácido láurico) que ha sido polietoxilado en un proceso industrial conocido como etoxilación.